# Stenophilus rothi
Stenophilus rothi är en mångfotingart som beskrevs av Chamberlin 1953. Stenophilus rothi ingår i släktet Stenophilus och familjen trädgårdsjordkrypare. Inga underarter finns listade i Catalogue of Life.